# آدریانا دیاز (بازیکن تنیس روی میز)
آدریانا دیاز گونزالس (اسپانیایی: Adriana Yamila Díaz González‎؛ زادهٔ ۳۱ اکتبر ۲۰۰۰) یک بازیکن تنیس روی میز اهل پورتوریکو است.
وی در مسابقات کشوری و بین‌المللی در مجموع برنده ۳ مدال طلا، ۲ مدال نقره، ۲ مدال برنز شده‌است.